# Ealdred II di Bernicia
Ealdred (... – 1038) è stato un sovrano anglosassone, earl di Bernicia dal 1020/1025 fino alla morte, per assassinio, nel 1038.

## Biografia
Era figlio di Uchtred l'Ardito, earl di Northumbria, che fu ucciso da Thurbrand nel 1016 con la connivenza di Canuto il Grande. Ealdred succedette allo zio Eadwulf Cudel come earl di Bernicia, uccidendo poi attorno alla metà degli anni venti dell'XI secolo Thurbrand per vendicare il padre. Nel 1038 Ealdred fu ucciso dal figlio di Thurbrand, Carl. Come Earl di Bernicia gli succedette il fratello Eadulf, che fu ucciso da re Canuto II d'Inghilterra nel 1041.